# 特思數碼製作
特思數碼製作有限公司（英語：Digital Content Development Corporation Limited），是一间電影特技效果及三维计算机图形（“CGI”）製作公司。

## 歷史
公司於1999年由香港城市大學全資擁有及孕育成立的3D電腦數碼圖像製作公司，董事及行政總裁為蔡招文基（Wendy Choi），公司分別於2000年與香港城市大學創意媒體學院及2006年與北京師範大學-香港浸會大學聯合國際學院合作Maya三維计算机圖形软件培訓課程，以數碼科技融入香港電影。
2001年，第一部作品是與英國、美國等投資者合作，以十一個月就完成二十六集的《巨丑火星人》Butt-Ugly Martians.，《巨丑火星人》是一部全三維動畫電視片集，其中一個合作者是美國環球片場(Universal Studios Hollywood)，這電視片集在全球播放，包括美國有線電視網絡尼克儿童频道（Nickelodeon）。
2002年，香港城市大學出售特思數碼七成三股權給予一間外國公司，特思數碼成為一間獨立運作的商業機構，香港城市大學只透過全資附屬公司「城大企業有限公司」保留DCDC兩成七股權。
2005年，特思數碼創作的《龍刀奇緣》是全球首部動畫「功夫片」，電影中的「功夫」是香港電影的特色，公司找來李連杰的武術師傅吴彬，通過他找遍中國大陸的武術冠軍，以動作捕捉技術融入《龍刀奇緣》的故事。
2006年，唐季礼导演在珠海宣布加盟特思數碼，是首个中国导演拥有自己的特效动画后期制作公司。
2011年，特思數碼的一名董事因違反《僱傭條例》支付勞資審裁處判令的規定，被勞工處檢控。

## 電腦動畫作品
- 《巨丑火星人》Butt-Ugly Martians（英语：Butt-Ugly Martians） (2001)
- 《鬼马狂想曲》 (2004)
- 《龍刀奇緣》(Dragon Blade: The Legend of Lang) (2005)
- 《神话》(2005)

## 獎項及提名
- 《龍刀奇緣》獲得香港第二屆數碼娛樂傑出大獎[11]，最佳電腦動畫電影長片金獎，第十四屆中國金雞百花電影展港台影展大獎，第四十二屆台灣金馬獎最佳動畫長片獎提名[12]。

- 《神话》獲得2006年第25屆香港電影金像獎香港電影金像獎最佳視覺效果提名

## 另見條目
- 香港動畫
- 香港電影

## 外部連結
- 官方網站
- 特思數碼製作有限公司 （页面存档备份，存于）